# Moulins-Lille
Cet article concerne l'ancienne commune rattachée à Lille en 1858. Pour le quartier actuel de Lille, voir Lille-Moulins.
Moulins-Lille, nommée aussi Moulins, est une ancienne commune du Nord de la France créée en 1834 à partir d'une partie de la commune de Wazemmes et rattachée à Lille en 1858. Son nom est resté dans celui de l'actuel quartier de Lille-Moulins.

## Géographie
La localisation de la commune de Moulins-Lille correspond approximativement à celle du quartier actuel de Lille-Moulins, ses limites étant quelque peu différentes. La commune s'étendait plus au Nord que le quartier, jusqu'au niveau de l'actuelle rue Jean-Bart, et plus au sud, jusqu'à la limite sud actuelle de la commune de Lille. Elle était par contre moins étendue d'est en ouest que le quartier actuel. À l'est, elle ne dépassait pas le niveau de l'actuelle porte de Valenciennes. La limite avec la commune de Fives était le « vieux chemin Saint-Sauveur » situé à l'intérieur du terrain vague qui a remplacé l'ancienne gare Saint-Sauveur. Ce chemin sur le tracé d'une route de Valenciennes disparue en 1575 lors de la fermeture de la porte Saint-Sauveur aboutissait en impasse sur le rempart dans l'axe de la rue Saint-Sauveur et passait à l'emplacement de l'actuelle place Guy-de-Dampierre. À l'ouest, la limite avec Wazemmes suivait le tracé des actuelles rues Caumartin, Ducourouble, de Wazemmes, des Meuniers et Albert-Samain ; au delà, la rue Garibaldi séparait Moulins de la commune d'Esquermes.

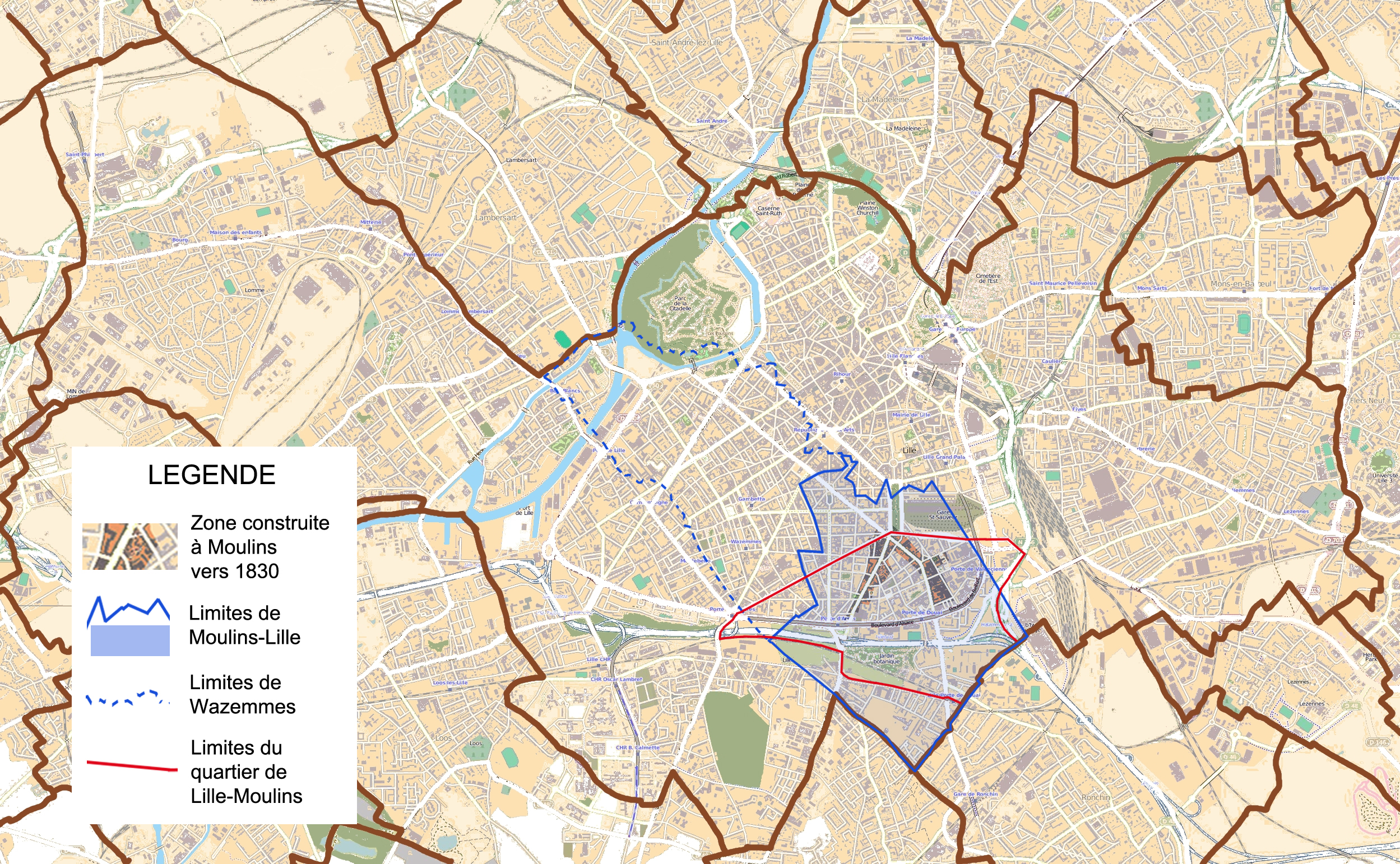
Localisation de Moulins-Lille.

## Toponymie
La commune tire son nom des centaines de moulins (277 à l'époque de Napoléon Ier) qui occupaient son territoire à l'époque de la création de la commune. Elle est nommée Moulins de 1834 à 1849, puis Moulins-Lille jusqu'en 1858. Sur le cadastre de 1850 elle est désignée comme Moulins-lez-Lille.

## Histoire
Le faubourg des Malades ainsi dénommé en raison de la présence d'une maladrerie détruite en 1658 faisait partie de Wazemmes. Cette agglomération s'étendait dans le sens est-ouest sur une voie qui bordait le fossé de l'enceinte entre la porte des Malades (actuelle porte de Paris) et la porte Saint-Sauveur, dans une direction nord-sud, dans le prolongement de la rue des Malades (actuelle rue Pierre-Mauroy) le long de la route d'Arras et de son embranchement vers Douai, soit à l'emplacement des actuels boulevard Denis-Papin et Jean-Baptiste-Lebas, rues d'Arras et de Douai, et le long de voies dans le prolongement de la rue Saint-Sauveur, actuelle rue Frédéric Mottez et sur le territoire de l'actuelle gare Saint-Sauveur. Les voies au départ de la rue Saint-Sauveur ont ensuite en partie disparu après la condamnation de la porte Saint-Sauveur en 1575 à la suite d'une explosion puis ont été totalement effacées par la construction de l'enceinte des années 1860 à la suite de l'agrandissement de 1858, le nouveau rempart ayant interrompu les parcours qui subsistaient.
Cette petite agglomération était une terre franche et d’Empire, fief du seigneur de Vendeville qui y exerçait un juridiction spéciale, enclavée dans le territoire de la châtellenie de Lille sous autorité du roi de France. Cette enclave nommée  « Petit Billau » est vendue en 1673 par Antoine de Thieulaine, seigneur de Vendeville, à la ville de Lille. À partir de cette date, le Petit Billau est compris dans  dans la banlieue (territoire autour des remparts) de Lille qui y exerce sa juridiction. Le Petit Billau faisait cependant partie depuis l’origine de la paroisse de Wazemmes.
Le plan de Deventer de Lille et de ses environs de 1550 montre la relative importance de ce faubourg et le grand nombre de moulins.
Les travaux de renforcement de l'enceinte au cours du XVIIe siècle, dès l'époque de la domination espagnole au cours des années 1660, puis par Vauban en complément à partir de 1670 amènent la destruction des constructions bordant les remparts, la formation d'un glacis et d'une zone inconstructible qui s'étend à l'emplacement de la partie nord de l'actuel boulevard Jean-Baptiste Lebas et de la gare Saint-Sauveur.
Ces travaux entrainent en particulier la démolition en 1659 de la maladrerie ou léproserie fondée en 1239 par la Comtesse Jeanne de Flandre, située à l'emplacement de l'actuelle école des Arts-et-Métiers. Cette léproserie avait donné son nom à la rue des Malades, à la porte et au faubourg. Ses matériaux furent utilisés pour la construction du fort Saint-Sauveur. 
Dès lors, la seule partie habitée du territoire du futur Moulins jusqu'au XVIIIe siècle se limite aux bordures de la route d'Arras (actuellement rue d'Arras), de la rue de Douai et de l'amorce de la route de Valenciennes. 

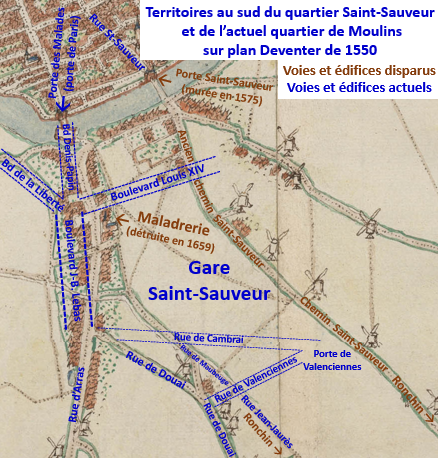
Moulins et sud St-Sauveur vers 1560 sur plan Deventer
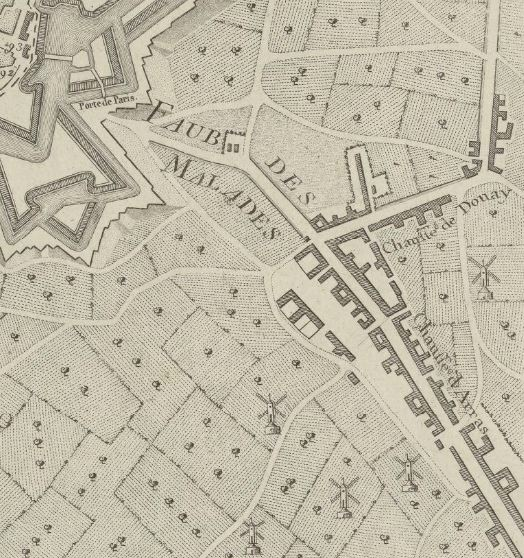
Le faubourg des malades sur carte de 1784

Au XIXe siècle, le faubourg des Malades est renommé faubourg de Paris. Il est l'un des trois faubourgs situés à Wazemmes, tous les trois constitués autour de voies rayonnants à partir de Lille. Le faubourg de Béthune, autour de l'actuelle rue Léon-Gambetta, est alors le plus peuplé et comprend la Mairie de Wazemmes, l'église, le cimetière et l'école. 
Le faubourg de Paris, limité jusqu'au début du XIXe siècle à des maisons le long des routes de Douai, d'Arras et de l'amorce de la route de Valenciennes se développe au début de la révolution industrielle avec un accroissement de sa population qui atteint en 1830 près de 3 000 habitants (sur 8 500 habitants en tout à Wazemmes).

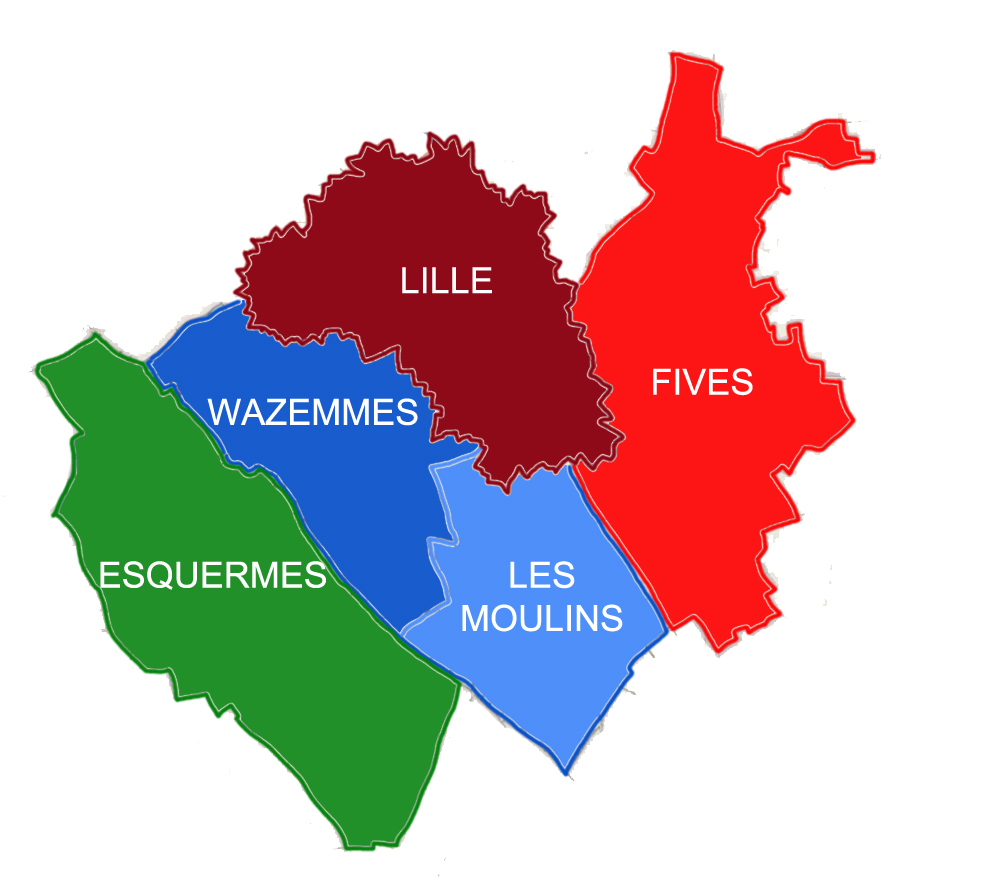
Communes avant l'agrandissement de Lille en 1858.

En 1832, une pétition d'habitants du faubourg de Paris sollicite l'indépendance communale. Le conseil municipal de Wazemmes rejette la requête mais en mai 1833 une ordonnance royale approuve l'érection du faubourg de Paris en commune indépendante à partir du 1er janvier 1834. Un géomètre fixe la limite entre les deux communes. 
De longs débats ont lieu ensuite entre les deux communes pour le partage de la dette.
Lors de la création de la commune, la population de Moulins était de 2 746 habitants. La présence de nombreux moulins  au XVIIIe siècle et au début du XIXe siècle inspira son nom. Il existait, en 1783, 43 moulins à huile, 8 blé, 2 scieries de bois, 1 pour la fabrication de papier.
En produisant de la farine et de l’huile en quantité, ces moulins firent de ce Faubourg le marché le plus important de la région Nord.
Cette activité décline au cours des années 1830 et 1840. Les moulins disparaissent (le dernier en 1890) remplacés par des usines, principalement textiles (entreprise Wallaert), également métallurgiques (usine de construction de machines à vapeur établie par Paul Le Gavrian en 1837) et chimiques (usine de fabrication de céruse ouverte en 1825 par Théodore Lefèvre).  

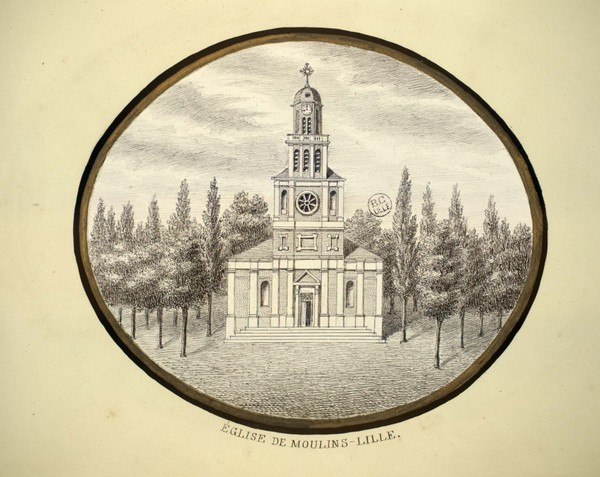
Église de Moulins – Lille

Le centre de la nouvelle commune est aménagé peu après sa création avec l'ouverture de nouvelles rues, notamment la rue de Trévise,  et l'aménagement d'une place (actuelle place Déliot) autour de l'église Saint-Vincent de Paul  et de la mairie construites dans les années 1830. 
En 1858, Moulins-Lille est rattachée à Lille par décret impérial en même temps que Fives, Wazemmes et Esquermes.

## Administration
| Période                                  | Période | Identité        | Étiquette | Qualité |
| ---------------------------------------- | ------- | --------------- | --------- | ------- |
| 1833                                     | 1840    | Floris Parsy    |           |         |
| 1840                                     | 1846    | Adrien Bonte    |           |         |
| 1846                                     | 1858    | Philippe Bériot |           |         |
| Les données manquantes sont à compléter. |         |                 |           |         |

## Démographie
| 1836  | 1841  | 1846  | 1851  | 1856  |
| ----- | ----- | ----- | ----- | ----- |
| 3 120 | 3 314 | 4 417 | 4 875 | 7 418 |